# 假石柑
假石柑（学名：Pothoidium lobbianum），又名假柚叶藤，是天南星科假石柑属（学名：Pothoidium）的唯一种。分布在印度尼西亚、菲律宾、臺灣等地。